# سید حجت کریمی
سید حجت‌الله سیدکریمی (زادهٔ ۱۳۵۲ تهران) مدیر ورزشی اهل ایران است که از اسفند ۱۴۰۳ کارشناس و عضو هیئت رئیسه فدراسیون فوتبال ایران است. وی سابقه مدیرعاملی و ریاست هیئت مدیره باشگاه استقلال را در کارنامه خود دارد. کریمی از افراد پرسابقه در ورزش و امور اقتصادی ایران است. همچنین سرپرستی تیم‌های ملی کشتی آزاد و فرنگی ایران را در کارنامه خود دارد و از کارآفرینان اقتصادی است. 
حجت كريمی بعد از قرارداد با مهرداد محمدي و آرمين سهرابيان و قرارداد با بانک شهر به عنوان حامی مالی به دلیل مشکلات با رئیس وقت سازمان خصوصی‌سازی از سمت خود کناره‌گیری کرد.

## مدیریت استقلال
در تاریخ ۲ مهر ۱۴۰۰، پس از انتصاب مصطفی آجرلو به عنوان مدیرعاملی باشگاه استقلال، سیدحجت‌ کریمی به عنوان عضو اقتصادی هیئت مدیره انتخاب شد.
پس از برکناری آجرلو از مدیرعاملی استقلال و جایگزینی علی فتح‌الله‌زاده در تاریخ ۲۳ مهر ۱۴۰۱، سیدکریمی در سمت خود در هیئت مدیره باقی ماند و و با اتفاق نظر آرای هیئت مدیره به عنوان رئیس هیئت مدیره باشگاه استقلال انتخاب شد.
پس از عملکرد ناموفق علی فتح‌الله‌زاده در استقلال به دلیل مشکلات مالی، عدم موفقیت در پرداخت بدهی‌های خارجی و حذف از لیگ قهرمانان آسیا از سمت خود استعفا داد و سیدکریمی به عنوان مدیرعاملی باشگاه استقلال انتخاب شد.
وی پس از حضور در سمت مدیرعاملی با همکاری بانک شهر موفق به پرداخت بدهی‌های آندره‌آ استراماچونی، لئاندرو پادوانی و از جمله موفق به پرداخت مطالبات معوقه کوین یامگا و پرداخت بدهی انتقال قرضی مهدی قائدی به شباب الاهلی شد. برکناری فرشید سمیعی معاون حقوقی باشگاه استقلال و آرش برهانی از مدیریت آکادمی و جایگزین کردن او با اصغر حاجیلو بازیکن سابق استقلال از جمله اقدامات مدیریتی وی بود.
در تاریخ ۱۴ تیر ۱۴۰۲، سید حجت کریمی به دلیل مشکلات با رییس وقت سازمان خصوصی سازی از سمت خود کناره‌گیری کرد.

## عضو هیئت رئیسه فدراسیون فوتبال ایران
مجمع انتخاباتی فدراسیون فوتبال روز شنبه ۱۱ اسفند ۱۴۰۳ برگزار شد تا ترکیب اعضای هیئت رئیسه این فدراسیون برای ۴ سال آینده مشخص شود.
حجت کریمی‌ مدیرعامل پیشین استقلال که ارتباط نزدیکی با اهالی فوتبال دارد با کسب ۲۳ رأی دومین نفری بود که به عنوان کارشناس به عضویت هیئت رئیسه فدراسیون فوتبال درآمد. 